# Euxoa leucophila
Euxoa leucophila là một loài bướm đêm trong họ Noctuidae.